# Single Collection (INFINITY16のアルバム)
『Single Collection』（シングル・コレクション）は、2015年4月22日に発売のINFINITY16のベストアルバム。

## 概要
- デビューシングル「Dream Lover」から12thシングル「DYNAMITE」までのシングル曲をすべて収録（ただし配信シングルである「あなたがそばに居てくれたから welcomez Metis」は本作には収録されていない）。さらに2010年発売のベストアルバム『INFINITY16 BEST』の収録曲である「真冬のオリオン welcomez MINMI & 西野カナ」もボーナストラックとして収録。

## 収録曲
1. Dream Lover welcomez 湘南乃風, MINMI, MOOMIN
1stシングル。
2. 真夏のオリオン welcomez MINMI, 10-FEET
2ndシングル。
3. いつまでもメリークリスマス welcomez SHOCK EYE from 湘南乃風, MUNEHIRO
3rdシングル。
4. ジェラシー welcomez JESSE from RIZE
4thシングル。
5. 線香花火 welcomez GOKI
5thシングル。
6. Dream Believer 〜星に願いを〜 welcomez MINMI, 若旦那 & HAN-KUN from 湘南乃風, GOKI
6thシングル。
7. 伝えたい事がこんなあるのに welcomez 若旦那 from 湘南乃風 & JAY'ED
7thシングル。
8. 愛してる welcomez 若旦那
8thシングル。
9. ずっと君と… welcomez TEE & hiroko from mihimaru GT
9thシングル。
10. KAKUGO welcomez 若旦那
10thシングル。
11. 雨のち晴れ welcomez MINMI & JAY'ED
11thシングル。
12. DYNAMITE welcomez AK-69
12thシングル。
13. 真冬のオリオン welcomez MINMI & 西野カナ ※Bonus Track
ベストアルバム『INFINITY16 BEST』収録。